# Kapitulacja pod Világos

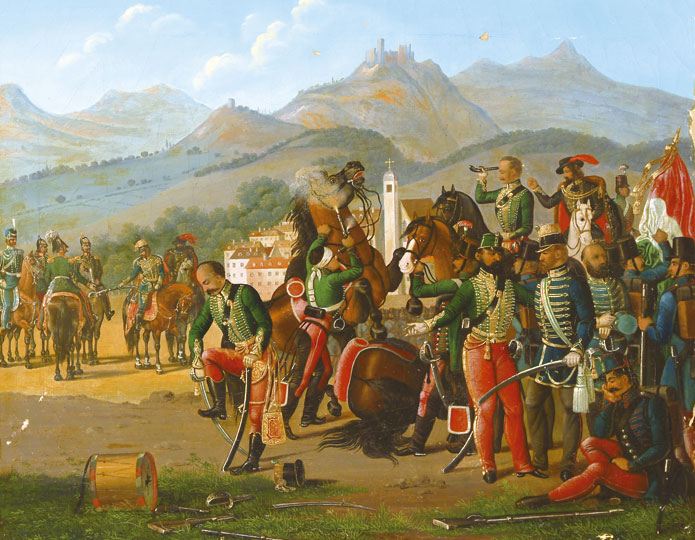
Kapitulacja pod Világos (obraz węgierski z XIX wieku)

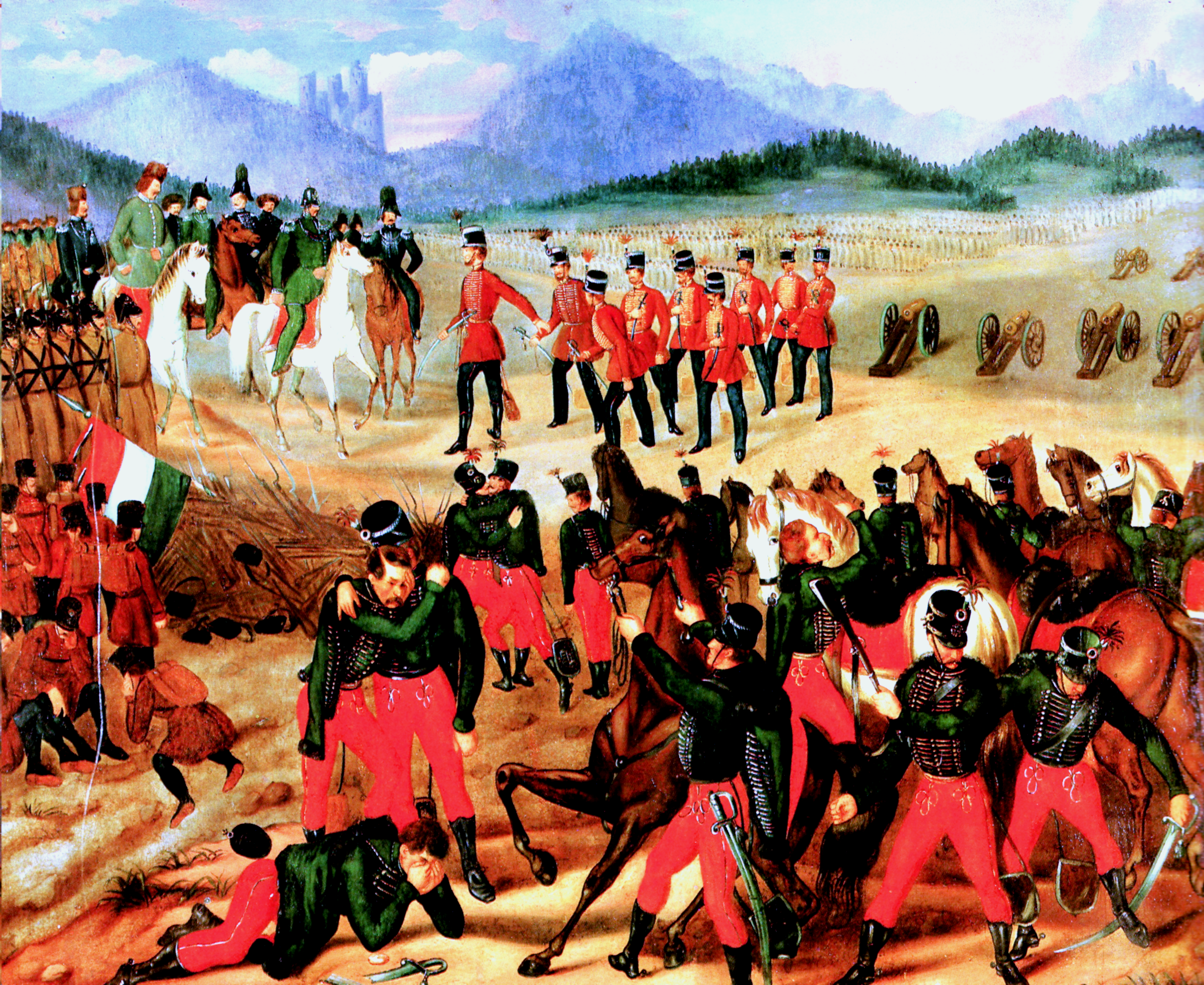
Kapitulacja pod Világos (István Szkicsák-Klinovszky)

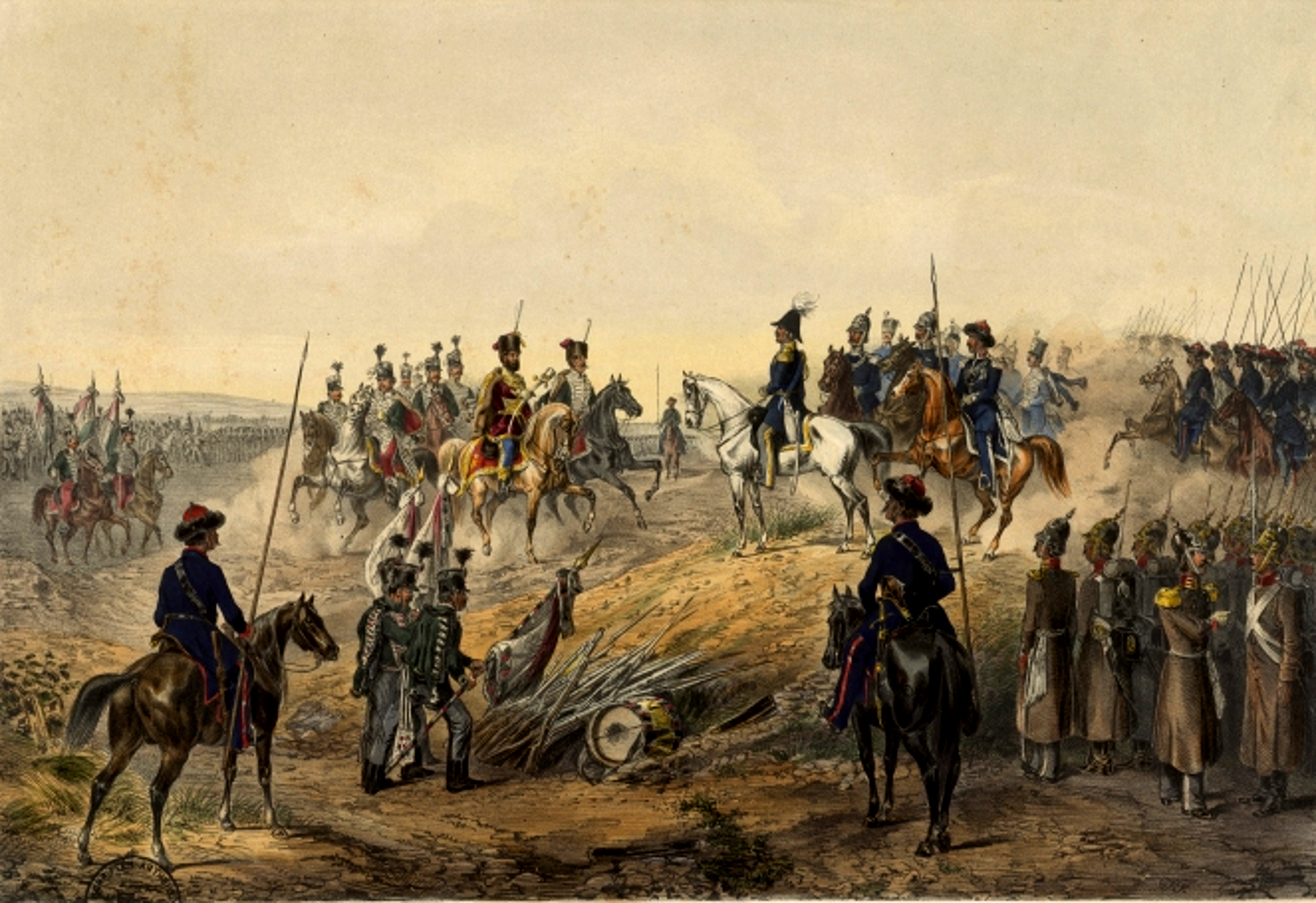
Kapitulacja pod Világos

Kapitulacja pod Világos (węg. Világosi fegyverletétel) podpisana 13 sierpnia 1849 w Világos (obecnie Șiria, Rumunia) była formalnym końcem powstania węgierskiego (1848–1849). Warunki kapitulacji podpisał węgierski generał Artúr Görgey i rosyjski generał Fiodor Rydygier – głównodowodzący rosyjskiej armii interwencyjnej. Po kapitulacji austriacki generał Julius Jacob von Haynau został mianowany cesarskim pełnomocnikiem na Węgrzech brutalnie podporządkowując Madziarów Wiedniowi.

## Rosyjska interwencja na Węgrzech
Włączenie się Rosyjskiej Armii Interwencyjnej w konflikt spowodowało przeważenie sił na korzyść Austrii. Było już tylko kwestią czasu, kiedy Węgrzy zostaną pokonani. Punktem zwrotnym była bitwa pod Temeszwarem, która zakończyła się decydującym zwycięstwem Austriaków. Węgrom pozostał wybór „poddać się lub ulec unicestwieniu”. W dniu 21 lipca, rotmistrz Katlaroff w imieniu generała Rydygiera przedstawił warunki kapitulacji generałowi Görgeyowi, w Rimaszombat (obecnie Rimavská Sobota, Słowacja); kapitulacja była honorowa i zawierała pełną swobodę dla węgierskich żołnierzy i oficerów.
László Batthyány i inny oficer przekazali odpowiedź Görgeya w której zażądał, żeby wszyscy Węgrzy uzyskali wolność, nie tylko ci, którzy brali udział w konflikcie. Domagał się również, żeby jeden z rosyjskich książąt przyjął Koronę świętego Stefana.

## Kapitulacja
Węgierska armia poddała się dowódcy armii rosyjskiej generałowi Rydygierowi w dniu 13 sierpnia 1849. Na Zamku Bohus podpisano dokument kapitulacji. Generał Görgey próbował przedstawić w warunkach kapitulacji, że Węgrzy zostali pokonani przez Rosję, a nie Austrię.

## Po kapitulacji
Po kapitulacji, mimo sugestii rosyjskiego cara Mikołaja I, by winnych ułaskawić, Austriacy rozpoczęli surowe represje wobec Węgrów. Skazano setki żołnierzy i cywilów na śmierć, a tysiące uwięziono. Więźniowie wojskowi zostali wcieleni do armii austriackiej.
6 października 1849, w Aradzie (obecnie Rumunia), Austriacy dokonali egzekucji dwunastu węgierskich generałów i jednego pułkownika, zwanych odtąd jako 13 męczenników z Arad. Tego samego dnia, rozstrzelano Lajosa Batthyány’ego, pierwszego premiera Węgier.